# Nałęczów Zdrój
Nałęczów Zdrój Sp. z o.o. – przedsiębiorstwo produkujące wodę butelkowaną Cisowianka. Zakład znajduje się Drzewcach w gminie Nałęczów, województwo lubelskie. Ma w ofercie wodę silnie i lekko gazowaną oraz niegazowaną. Wersja eksportowa nosi nazwę Perlage.
Zakład korzysta ze znajdujących się na głębokości 100 m pokładów wody mineralnej. Zajmuje ok. 20 tys. m², na których znajduje się 8 linii butelkujących.
W 2015 r. przedsiębiorstwo było liderem polskiego rynku wód mineralnych (w 2 kategoriach – wód gazowanych i niegazowanych.

## Historia
Wodę mineralną Cisowianka zaczęto wydobywać ze złóż wodonośnych w 1979 roku. Nazwa „Cisowianka” pochodzi od fikcyjnego uzdrowiska „Cisy”, które zostało opisane w powieści Stefana Żeromskiego Ludzie bezdomni. 